# Хангаза
Ханга́за (або кіхангаза, за назвою мови) — народ банту в Східній Африці.

## Територія проживання і чисельність
Люди хангаза проживають на північному сході Танзанії у регіоні Каґера (Kagera Region), зокрема, у місцевості на захід від міста Букоба.
Чисельність людей хангаза — близько 150 000 осіб. (1987)

## Спорідненість, мова і релігія
Хангаза близькі мовно і в побуті до шубі, рунді, руанда тощо.
Мають сильне відчуття національної гордості і намагаються розмовляти лише своєю мовою кіхангаза (одна з банту мов).
За віросовіданням серед хангаза багато християн, також зберігаються традиційні вірування.

## Заняття і культура
Хангаза практикують землеробство і рибальство (оз. Вікторія).
Збереглися уривчасті міфологічні уявлення хангаза.